# Chwicza Kwaracchelia
Chwicza Kwaracchelia (gruz. ხვიჩა კვარაცხელია; ur. 12 lutego 2001 w Tbilisi) – gruziński piłkarz pochodzenia megrelskiego, reprezentant Gruzji.  Uczestnik Mistrzostw Europy 2024. Uznawany jest za najlepszego piłkarza w historii Gruzji oraz jednego z najlepszych piłkarzy na pozycji skrzydłowego swojego pokolenia. W sezonie 2022/23 odegrał w Napoli kluczową rolę w zdobyciu pierwszego od 33 lat Mistrzostwa Włoch. Zdobywca Ligi Mistrzów UEFA z Paris Saint-Germain w sezonie 2024/2025.

## Kariera klubowa

### Wczesna kariera
Kwaracchelia jest wychowankiem Dinama Tbilisi. W seniorskiej drużynie zadebiutował 29 sierpnia 2017. Szybko jednak przeniósł się do SK Rustawi. W klubie spędził pół roku, po czym został wypożyczony do Lokomotiwu Moskwa. W Priemjer-Lidze zadebiutował 10 marca 2019 w meczu z Anży Machaczkała. Pierwszą bramkę zdobył 10 maja w starciu z Rubinem Kazań.

### Rubin Kazań
6 lipca 2019 podpisał kontrakt z Rubinem Kazań. W klubie zadebiutował 15 lipca w meczu Pucharu Rosji z Lokomotiwem. W tym samym starciu zdobył debiutującą bramkę. Pierwszy sezon był dla Gruzina niezwykle udany, został wybrany najlepszym młodym piłkarzem ligi. W Rubinie spędził łącznie 3 sezony. Był jednym z kluczowych piłkarzy drużyny, wielokrotnie zdobywał tytuł piłkarza miesiąca. 

### Dinamo Batumi
Po inwazji Rosji na Ukrainę zdecydował się opuścić klub z kraju agresora. Przeniósł się wówczas do Dinamo Batumi. W drużynie ze swojej ojczyzny rozegrał w sumie 11 meczów ligowych, strzelając w nich 8 goli. Na koniec sezonu 2021/22 opuścił zespół. Został wybrany najlepszym piłkarzem ligi w rundzie wiosennej.

### SSC Napoli
1 lipca 2022 został ogłoszony zawodnikiem SSC Napoli. W oficjalnym meczu zadebiutował w pierwszej kolejce Serie A 15 sierpnia 2022 przeciwko Hellas Verona, w którym zdobył bramkę i asystę oraz przyczynił się do zwycięstwa 5:2. Już w pierwszym miesiącu został wybrany Piłkarzem Sierpnia Serie A. Swoimi występami zachwycał również w Lidze Mistrzów. Szybko stał się jednym z kluczowych piłkarzy zespołu. Przez cały sezon zdobywał wiele ważnych bramek i zaliczał kluczowe asysty. 13 stycznia 2023 zanotował gola i dwie asysty w prestiżowym i pamiętnym, wygranym aż 5:1, meczu z Juventusem. W trakcie sezonu był trzykrotnie wybierany piłkarzem miesiąca, a jego bramka przeciwko Atalancie w meczu z 11 marca 2023 została uznana za najładniejszą w całym sezonie Serie A. 4 maja 2023 Napoli zremisowało z Udinese Calcio1:1 i tym wynikiem przypieczętowało pierwsze od 33 lat Mistrzostwo Włoch. Kwaracchelia znacząco przyczynił się do tego osiągnięcia. W całym sezonie zanotował najwięcej asyst (10) oraz zdobył 12 goli. Został wybrany Najlepszym Piłkarzem Sezonu oraz Najlepszym Młodym Piłkarzem Ligi Mistrzów. Przez kibiców SSC Napoli jest określany przydomkiem Kvaradona, co jest analogią do największej legendy klubu, Diego Maradony. Zawdzięcza to, nie tylko faktowi, iż przyczynił się (podobnie jak Argentyńczyk) do zdobycia Mistrzostwa Włoch, ale również jego stylowi gry opierającemu się na dryblingu i obsługiwaniu partnerów z zespołu.  
W drugim sezonie w SSC Napoli pogorszył swoją grę i statystyki. Zdobył 11 goli i 6 asyst, a jego zespół skończył na 10. miejscu w tabeli. Do formy powrócił w Serie A 2024/25. We wrześniu 2024 został wybrany Piłkarzem Miesiąca, po raz czwarty w karierze.

## Kariera reprezentacyjna

### Wczesna kariera
Zanim Kwaracchelia zadebiutował w dorosłej kadrze występował w drużynach: U-17, U-19 i U-20. W seniorskiej reprezentacji Gruzji zadebiutował 7 czerwca 2019 w meczu z Gibraltarem. Pierwszą bramkę zdobył 14 października 2020 w starciu z Macedonią Północną. 28 marca 2021 strzelił gola w przegranym 1:2 meczu z Hiszpanią w ramach eliminacji do Mistrzostw Świata 2022. W całych rozgrywkach zdobył cztery bramki. 

### Droga do EURO 2024
Kwaracchelia zdobył 3 bramki w Lidze Narodów UEFA 2022/23. Przyczyniły się one do zajęcia pierwszego miejsca w grupie, awansu do dywizji B oraz do baraży eliminacji do EURO 2024. W samych zasadniczych kwalifikacjach do ME2024 zdobył 4 gole, a sam zespół zaprezentował się przeciętnie. Jednak dzięki wspomnianemu wyżej występowi w Lidze Narodów, Gruzja brała udział w barażach, które wygrała i awansował na turniej finałowy. Było to pierwsze takie osiągnięcie w historii gruzińskiego futbolu, a Kwaracchelia był uważany jako jeden z twórców tego sukcesu.

### Mistrzostwa Europy 2024
Został powołany na Mistrzostwa Europy 2024. Kwaracchelia zagrał we wszystkich spotkaniach. W pierwszych dwóch meczach Gruzja przegrała z Turcją 1:3 oraz zremisowała z Czechami 1:1. Ostatni mecz fazy grupowej zakończył się sensacyjnym zwycięstwem nad Portugalią 2:0. Kwaracchelia zdobył tam pierwszą bramkę i znacząco przyczynił się do awansu do fazy pucharowej. Tam Gruzja odpadła w przegranym 1:4 meczu z Hiszpanią (jedyną bramką dla Gruzji był samobój Le Normanda przy dużym udziale Kwaracchelii). 

## Statystyki

### Klubowe
(aktualne na dzień 9 listopada 2024)
| Klub               | Sezon              | Liga               | Liga  | Liga   | Puchar Kraju | Puchar Kraju | Europa | Europa | Inne  | Inne   | Suma  | Suma   |
| Klub               | Sezon              | Liga               | Mecze | Bramki | Mecze        | Bramki       | Mecze  | Bramki | Mecze | Bramki | Mecze | Bramki |
| ------------------ | ------------------ | ------------------ | ----- | ------ | ------------ | ------------ | ------ | ------ | ----- | ------ | ----- | ------ |
| Dinamo Tbilisi     | 2017               | Erovnuli Liga      | 4     | 1      | 1            | 0            | –      | –      | –     | –      | 5     | 1      |
| SK Rustawi         | 2018               | Erovnuli Liga      | 18    | 3      | 0            | 0            | –      | –      | –     | –      | 18    | 3      |
| Lokomotiv          | 2018/19            | Priemjer-Liga      | 7     | 1      | 3            | 0            | –      | –      | –     | –      | 10    | 1      |
| Rubin Kazań        | 2019/20            | Priemjer-Liga      | 19    | 0      | 1            | 0            | –      | –      | –     | –      | 28    | 3      |
| Rubin Kazań        | 2020/21            | Priemjer-Liga      | 9     | 0      | 1            | 0            | –      | –      | –     | –      | 23    | 4      |
| Rubin Kazań        | 2021/22            | Priemjer-Liga      | 12    | 3      | 1            | 0            | 2      | 0      | –     | –      | 22    | 2      |
| Rubin Kazań        | Ogólnie            | Ogólnie            | 69    | 9      | 2            | 0            | 2      | 0      | 0     | 0      | 73    | 9      |
| Dinamo Batumi      | 2022               | Erovnuli Liga      | 11    | 8      | –            | –            | –      | –      | –     | –      | 11    | 8      |
| Napoli             | 2022/23            | Serie A            | 34    | 12     | 0            | 0            | 9      | 2      | –     | –      | 43    | 14     |
| Napoli             | 2023/24            | Serie A            | 34    | 11     | 1            | 0            | 8      | 0      | 2     | 0      | 45    | 11     |
| Napoli             | 2024/25            | Serie A            | 11    | 5      | 2            | 0            | –      | –      | –     | –      | 13    | 5      |
| Napoli             | Ogólnie            | Ogólnie            | 79    | 28     | 3            | 0            | 17     | 2      | 0     | 0      | 101   | 30     |
| Ogólnie w karierze | Ogólnie w karierze | Ogólnie w karierze | 188   | 50     | 9            | 0            | 19     | 2      | 2     | 0      | 218   | 52     |

### Reprezentacyjne
(aktualne na dzień 9 listopada 2024)
| Reprezentacja | Rok     | Występy | Gole |
| ------------- | ------- | ------- | ---- |
| Gruzja        | 2019    | 1       | 0    |
| Gruzja        | 2020    | 4       | 1    |
| Gruzja        | 2021    | 7       | 4    |
| Gruzja        | 2022    | 7       | 5    |
| Gruzja        | 2023    | 9       | 5    |
| Gruzja        | 2024    | 10      | 2    |
| Ogólnie       | Ogólnie | 38      | 17   |

## Sukcesy

### Klubowe
Lokomotiw Moskwa
- Puchar Rosji : 2019

SSC Napoli
• Mistrzostwo Włoch: 2022/2023, 2024/2025
Paris Saint-Germain
- Mistrzostwo Francji: 2024/2025
- Puchar Francji: 2024/2025
- Liga Mistrzów UEFA: 2024/2025

### Indywidualne
- Piłkarz roku w Gruzji: 2020, 2022, 2023
- Zawodnik roku SSC Napoli: 2022/2023[25]

## Odznaczenia
- Order Honoru – 2024[26][27][28][29]